# Francisco Marins
Francisco Marins (São Manuel, 23 de novembro de 1922 — Botucatu, 10 de abril de 2016) foi um escritor brasileiro.
Os livros do escritor Francisco Marins, traduzidos em quinze línguas levam as histórias típicas do Brasil a vários países do mundo.
É o único escritor do país a figurar na famosa coleção Européia "Delphin", que reúne os clássicos de literatura juvenil de todo o mundo. Foi membro da Academia Paulista de Letras.

## Vida
Francisco Marins passou sua juventude em uma típica propriedade rural que ele havia de imortalizar com o nome de Taquara-Póca e em uma vila. Formulou a ideia de contar em seus livros sobre a vida do interior e, também,  sobre a epopéia de integrar o território, as passadas sertanistas, as bandeiras, a lenda dos Martírios, bandeirismo, bandeiras fluviais, Expedição Langsdorff, etc.
Também é conhecida a campanha do escritor como ex-Presidente da Câmara Brasileira do Livro e Academia Paulista de Letras para a divulgação do hábito de ler e formação de bibliotecas em todo país.
É autor da série de livros infanto-juvenis sobre a fazenda Taquara-Póca, assim como de romances de caráter histórico, tendo por cenário o interior do Brasil durante a época de seu desbravamento. Vendeu mais de cinco milhões de livros, traduzidos em quinze idiomas, e é o único escritor brasileiro a participar da coleção européia Delphin, que reúne os clássicos de literatura juvenil de todo o mundo.

## SérieTaquara-Póca
Três garotos são apresentados ao leitor. Cenário: o sítio de Taquara-Póca. Um homem inescrupuloso quer apoderar-se do sítio e os meninos resolvem agir para salvar seu avô.
Os Segredos de Taquara-Póca: O Burrinho Maracujá desaparece misteriosamente e os três meninos embrenham-se em novas aventuras, quando saem à procura do animal desaparecido. Mas existe um mistério - a Flor Roxa do Samambaial que dá força e coragem!
O Coleira Preta: O macaco Coleira-Preta apodera-se da espingarda de Chico Tibúrcio e lança o terror nas matas. Os nossos três heróis saem para castigar o malfeitor e então acontecem episódios cheios de aventuras e imaginação.
Gafanhotos em Taquara-Póca: Chega a Taquara-Póca a notícia de que uma nuvem de gafanhotos se aproxima. O modo como os garotos salvaram o sítio e as vizinhanças de tão terrível ameaça, e a aventura cheia de surpresas deste volume.

## ColeçãoVaga-Lume
A Aldeia Sagrada: Uma seca terrível assola o sertão. Didico anda à toa pela caatinga, tentando sobreviver. Mas ele terá de enfrentar o fogo de uma guerra terrível. Estamos em 1897: os homens de Antonio Conselheiro estão dispostos a tudo, defendendo-se dos ataques dos militares. Em A aldeia sagrada, Francisco Marins conta o episódio da Guerra de Canudos pela visão de um menino de 12 anos que participa dos acontecimentos.
O Mistério dos Morros Dourados: Existe mesmo a Mina dos Martírios? Ou suas incríveis riquezas não passam de uma lenda fantástica? É o que pretendem descobrir os aventureiros Tonico e Perova. Enfrentando os perigos dos sertões, os dois conseguirão resolver o mistério dos Morros Dourados?
A Montanha de Duas Cabeças: No século XIX, Tonico e Perova, dois aventureiros, enfrentam o perigo, desbravando a imensidão das matas brasileiras. O contato com índios, animais selvagens e exploradores em busca de ouro e diamantes marca a sua trajetória, em direção à Montanha das Duas Cabeças. Neste livro clássico de Francisco Marins, você vai conhecer a vida arriscada dos pioneiros da expansão do território do Brasil.
Em Busca do Diamante: Um enorme diamante destinado ao Imperador acaba de desaparecer misteriosamente. A suspeita logo recai sobre os integrantes da Expedição Langsdorff. Para provar a inocência de seus amigos, Tonico e Perova se lançaram em uma aventura que os colocará diante de tribos desconhecidas, escravos fugidos, bandidos perigosos e rios traiçoeiros.
Canudos: A história do Conselheiro, que fundou nos sertões longínquos a aldeia de Canudos, é contada aos jovens para que todos conheçam uma das mais terríveis guerras sertanejas!

### Livros infantojuvenis
- Nas Terras do Rei Café (série Taquara-Póca)
- Os Segredos de Taquara-Póca (série Taquara-Póca)
- O Coleira Preta (série Taquara-Póca)
- Gafanhotos em Taquara-Póca (série Taquara-Póca)
- Viagem ao Mundo Desconhecido
- A Aldeia Sagrada (série Vagalume)
- O Mistério dos Morros Dourados (série Vagalume)
- A Montanha das Duas Cabeças (série Vagalume)
- Em Busca do Diamante (série Vagalume)
- Canudos (série Vagalume)
- O Sótão da Múmia (série Vagalume)
- Expedição aos Martírios (série Roteiro dos Martírios)
- Volta à Serra Misteriosa (série Roteiro dos Martírios)
- O Bugre Chapéu de Anta (série Roteiro dos Martírios)
- Verde era o Coração da Montanha
- Território dos Bravos

### Romances
- Clarão na Serra
- Grotão do Café Amarelo
- ... E a Porteira Bateu!
- Atalho Sem Fim

### Contos
- O curandeiro dos olhos em gaze